# Четвърта вълна на феминизма
Четвъртата вълна на феминизма е феминистко движение, което започва около началото на 2010 г. и се фокусира върху овластяването на жените, използването на Интернет инструменти и междусекторността. Четвъртата вълна търси по-голямо равенство между половете, като се концентрира върху свързаните с пола норми и маргинализацията на жените в обществото.
Акцентът е върху сексуалното насилие, сексуалния тормоз, обективизирането на жените и сексизма на работното място. Интернет активизмът е ключова характеристика на четвъртата вълна. Тя разширява фокуса си към други групи, включително хора, които са хомосексуални, транссексуални и цветнокожи, и се застъпва за тяхното повишено участие в обществото и властта. Тя също така се застъпва за равни доходи независимо от пола и оспорва традиционните полови роли за мъжете и жените, които според нея са потискащи. Освен това движението се обявява срещу сексуалното насилие, обективизирането, тормоза и насилието, основано на пола.
Някои идентифицират движението като реакция на постфеминизма, който твърди, че жените и мъжете вече са постигнали равенство. То също така връща обратно някои феминистки идеи от втората вълна в дискурса, като Марта Рамптън пише, че движението критикува „сексуалното насилие, изнасилването, насилието срещу жени, неравното заплащане, slut-shaming, натиска върху жените да се съобразяват с един единствен и нереалистичен вид на тялото“, и се застъпва за „увеличаване на представителството на жените в политиката и бизнеса“.

## История и определение
Някои феминистки твърдят, че през 80-те години на 20 век консервативни фигури като Маргарет Тачър и Роналд Рейгън са оспорили успехите, постигнати от феминистките до този момент. В същото време феминистките в Северна Америка, Латинска Америка и Европа успяват в някои от целите си, включително създаването на държавни институции, които изрично насърчават правата на жените, или участието на феминистките в управлението; тези институции обаче също отслабват феминистките движения, като позволяват на Държавата да поеме изпълнението на феминистките цели.
Европейският и латиноамериканският феминизъм от третата вълна започва през 90-те години на 20 век, когато момичешкият феминизъм и консуматорският феминизъм започват да вървят към своя край и когато феминистките активистки отхвърлят Куиър теорията, поддържана от американските академици. Четвъртата вълна на феминизма се развива бавно глобално чрез медиите и Интернет. Вълната се появява с ново поколение жени, които до голяма степен не са информирани за предишните вълни чрез образованието си в гимназията, институциите и университета. Знанията за феминизма са придобити неофициално и се разработва виртуална академия, където феминистките научават, че „личното е политическо“; вълната не произлиза от структурирано феминистко обучение. Тя, подобно на други вълни преди нея, в този период не се отнася до съществуването на една идеология, образувание или колектив. Става въпрос за обединяване в колективни групи, за да работят заедно за постигане на обща цел за прекратяване на насилието срещу жени, за да им се даде възможност да поемат по пътищата, които желаят; става дума за взаимна ангажираност и подкрепа към другите жени.
Движението в Испания проследява своите корени до убийството на Ана Орантес, която на 17 декември 1997 г. е изгорена до смърт от съпруга си в къщата си в Гранада, защото е говорила публично по Канал Сур за това как я е малтретирал. Испанският феминизъм от ранната четвърта вълна използва телевизията и вестниците като основна социална мрежа. Смъртта на Орантес привлича националното внимание към домашното насилие срещу жените и води до промяна на политиката на Испанската радио и телевизионна корпорация (RTVE) относно това как станцията докладва за насилие, основано на пола. Подобни разговори има и в други телевизии и медии в цялата страна. Шеги за домашното насилие вече не се приемат по испанската телевизия. Журналисти от вестниците „Ел Мундо“, „Ел Паис“ и „ИнфоЛибре“ са сред първите участници в Испания в четвъртата вълна, използвайки позициите си в медиите, за да говорят по редица въпроси, предимно съсредоточени върху сексисткото насилие и неговото представяне в медиите. По-късно те продължават да говорят за проблемите с равностойното заплащане в Испания и насърчават пренасянето на активизма във виртуалните пространства.
Началото на това движение в този период се поставя в Латинска Америка и Полша. Част от това глобално желание за действие, особено в полския контекст, произлиза от Световната конференция за жените през 1995 г. в Пекин.
Социалните медии имат усилващ ефект, когато феминисткото движение от четвъртата вълна започва да нараства. Феминизмът от четвъртата вълна започна своя пик в Испания, Аржентина, Чили и Бразилия през 2018 г. в резултат на различни фактори, като жените са мобилизирани в голям мащаб, за да излязат на улицата. Тяхната мобилизация също поставя за първи път под въпрос легитимността на испанската съдебна система, докато в предишните вълни фокусът е повече върху политическото ръководство и актовете на законодателната власт. Вълната в Испания също е изправена пред голямо предизвикателство, включително появата на Вокс – крайнодясна политическа партия, която печели места в Андалусия. Вокс се противопоставя на Органичния закон за всеобхватните мерки за защита срещу насилието, основано на пола, и иска той да бъде отменен. В Аржентина пикът е около въпроса за правата на аборт, който вижда как хиляди жени със зелени шалове излизат по улиците.
В англосферен феминистки контекст (САЩ, Обединено кралство, Канада, Австралия, Нова Зеландия) журналистката Пития Пий аргументира съществуването на четвърта вълна още през 2005 г., за да се съсредоточи върху социалната справедливост и гражданските права,, а през 2011 г. Дженифър Баумгарднър датира началото на четвъртата вълна през 2008 г. Туитър, най-популярната социална мрежа сред възрастовата група от 18 до 29 г., е създадена през 2006 г., правейки феминизма по-достъпен и пораждайки „хаштаг феминизъм“.
През 2013 г. сенаторът от Демократическата партия на щата Тексас Уенди Дейвис се опитва да предотврати приемането на законопроект против абортите. Други жени показват подкрепа, като се събират около Капитолия на щата Тексас, а тези, които не присъстват физически, използват хаштага #StandWithWendy („Подкрепям Уенди“). По подобен начин жените протестират срещу възприеманите сексистки въпроси (например фокусиране върху външния вид или любовния живот), често насочени към знаменитости, като туитват хаштага #askhermore.
В четвъртата вълна възникват и други феминистки движения и призиви за действие. Едно от тях е кампанията „HeForShe“, която произхожда от популярната реч на Ема Уотсън пред ООН жени през 2014 г. и нейния последващ активизъм. Няколко други инцидента активизират движението, включителноː груповото изнасилване в Делхи (Индия, 2012 г.), обвиненията  към британската медийна личност Джими Савил (Обединеното кралство, 2012 г), случаите на сексуално посегателство срещу Бил Козби (САЩ, 2014 г.), убийствата в Исла Виста (САЩ, 2014 г.), процесът срещу Джиан Гомеши (Канада, 2016 г.), обвиненията срещу Харви Уайнстийн (САЩ, 2017 г.) и последвалите движение „Аз също“ и ефектът на Уайнстийн, сексуалните скандали в Уестминстър (в световен мащаб и в Обединеното кралство, 2017 г.) и делото за групово изнасилване в Ла Манада в Испания (2018 г.).
Тъй като четвъртата вълна намира голяма част от своята дефиниция във връзка с предишните, е важно да се разбере какво представляват другите вълни. В международен план сравненията между вълните могат да бъдат трудни. Англосферният феминизъм от първата вълна е втора вълна за европейските и латиноамериканските феминистки. Американският и британският феминизъм от втората вълна е и трета вълна за европейците и латиноамериканците. Испанският феминизъм преминава през няколко вълни в ерата на Франко. Най-общо казано, първата вълна на феминизма е от средата на 19 век до 1965 г., втората вълна – от 1965 до 1975 г. и третата вълна от 1975 до 2012 г. Четвъртата вълна на феминизма в Испания започва в средата на 90-те години. В работата на важни испаноговорещи феминистки, обсъждащи вълновата теория като Амелия Валкарсел, испанската четвърта вълна може понякога всъщност да представлява международна пета вълна, а не четвърта.
Всяка феминистка вълна има отделна идентичност, въпреки че те стават по-трудни за разграничаване и ясно дефиниране с течение на времето, поради дебат между активисти и учени. В англосферния феминистки контекст първата вълна се характеризира с движенията на  суфражетките и има за цел да легализира гласуването на жените в публични избори. В същия контекст втората вълна е по-трудна за цялостно дефиниране, но се смята, че тя се корени в 60-те години на 20 век. Фокусът й се измества към социалните и личностните права, като равностойното заплащане, избора относно телесни проблеми, сексуалното освобождение и съпротивата срещу двойния стандарт в обществото, свързан с пола. Има много дебати сред учените и активистите в Англосферата относно истинската дефиниция на третата вълна на феминизма. Най-често се разбира като тласък от по-младите поколения да създадат феминизъм, по-центриран върху приобщаването; привилегирова тежкото положение на куиър и небелите жени в техните послания. Американската поетеса Наташа Сайе пише: „[Това] е смесица от много различни потоци на теоретизиране – включително това на цветнокожите жени и по-младите жени, разочаровани от това, което те възприемат като съставляващо корпуса на феминизма от „втората вълна“, в присъщо различни формулировки, отколкото теоретизирането, идващо от антифеминистките“.

## Идеи
Британската журналистка Кира Кохрейн и британската феминистка учена Прудънс Бъси-Чембърлейн описват четвъртата вълна като фокусирана върху справедливостта за жените, особено противопоставянето на сексуалния тормоз (включително уличния тормоз), насилието срещу жени, дискриминацията и тормоза на работното място, бодишейминг, сексистките изображения в медиите, онлайн мизогинията, сексуалното посегателство в кампуса, нападението в обществения транспорт и изнасилваческата култура. Те също така казват, че подкрепя междусекторността, активизма в социалните медии и онлайн петицииите. Нейната същност, пише Чембърлейн, е „недоверието, че определени нагласи все още могат да съществуват“. Събитията и организациите, участващи във феминизма от четвъртата вълна, включват Everyday Sexism Project, UK Feminista (британска феминистка група за натиск), „Върни си нощта“ (Reclaim the Night), „Един милиард се изправя“ (One Billion Rising) и Протестът „Изгуби мъжките списания“ („Lose the Lads' mags protest“)
Книгите, свързани с четвъртата вълна, включват:
- „Мъжете ми обясняват неща“ (Men Explain Things to Me) (2014) от американската писателка Ребека Солнит (едноименното есе от 2008 г., препечатано в книгата, поражда термина mansplaining – пейоративен термин, означаващ „(за мъж) да коментира или обяснява нещо на жена по снизходителен, прекалено самоуверен и често неточен или твърде опростен начин“)
- The Vagenda (2014) от британските писателки Риантън Люси Кослет и Холи Бакстър (базирано на едноименното им онлайн феминистко списание, стартирало през 2012 г.). Книгата цели да развенчае стереотипите за женствеността, насърчавани от масовата женска преса.[43]
- „Сексуален обектː мемоар“ (Sex Object: A Memoir) (2016) от американската писателка Джесика Валенти
- „Всекидневен сексизъм“ (Everyday Sexism) (2016) от британската писателка феминистка Лора Бейтс (базиран на нейния проект „Всекидневен сексизъм“[N 15][44]). Бейтс създава проекта „Ежедневен сексизъм“ на 16 април 2012 г. като онлайн форум, където жените могат да публикуват преживяванията си от ежедневния тормоз, на който са изложени.[45]

Феминистките от третата вълна започват да въвеждат концепцията за мъжката привилегия в своите писания през 90-те години на 20 век, а феминистките от четвъртата вълна продължават да я обсъждат в академичните среди и в социалните медии. Мъжките привилегии са системата от предимства или права, достъпни за мъжете въз основа на техния пол. Достъпът на мъжа до тези предимства може да варира в зависимост от това доколко отговарят на идеалната мъжка норма на тяхното общество. Американката Пеги Макинтош е една от първите феминистки, които описват феномена на привилегиите през 1988 г., наричайки го (по отношение на привилегиите на белите) „невидима безтегловна раница със специални провизии, карти, паспорти, кодови книги, визи, дрехи, инструменти и празни чекове." Феминистките от четвъртата вълна предприемат действия за намаляване и борба с тази „раница“ чрез повишаване на осведомеността за привилегированите и непривилегированите групи. Хетероалиансът  (т.е. хетеросексуалните и цисджендърни хора, подкрепящи равните граждански права, равенството между половете и ЛГБТ социалните движения) е силно насърчен от тези феминистки, които вярват, че мъжете и другите привилегировани групи все още могат да предприемат действия за социална промяна в своите общности.
Лондонската авторка Ники ван дер Гааг обсъжда вредните ефекти от отглеждането на малките момчета с привилегии, цитирайки Консултативната група за грижи и развитие в ранна детска възраст, „тенденцията към привилегироване на момчетата... не учи момчетата на отговорност, нито изяснява какво ще се очаква от тях“. Феминистките от четвъртата вълна започват да насърчават решения за избягване на тези проблеми, като например отглеждане на деца като полово неутрални. Професорката по неврология в Чикагската медицинска шйола Лиз Елиът посочва, че бебетата и растящите деца са толкова впечатлителни, че всякакви малки разлики в отглеждането на детето могат да доведат до големи различия в личността с течение на времето, което води до засилване на стереотипите за пола.
Феминистките от четвъртата вълна твърдят, че засилените полови роли създават натиск върху мъжете да изкарват хляба, за разлика от жените, които се чувстват длъжни да поемат ролята на домакини. Феминистките твърдят, че този натиск за социално приспособяване може да причини полова дискриминация на работното място и по-широко в обществото. Според американския изследователски център „Пю“ мнозинството от жените, работещи на работни места, доминирани от мъже, смятат, че сексуалният тормоз е проблем в тяхната индустрия.

## Междусекторност
Една от основните критики на миналите вълни на феминизма е централното място и привилегироването на гласовете на белите жени от средната класа в движението. Концепцията за междусекторност произхожда от чернокожия феминизъм на 20 век и конкретният термин е създаден от Кимбърле Креншоу през 1991 г. Междусекторността в широк смисъл се определя като „взаимодействието на структурите на социалната идентичност като раса, класа и пол в насърчаването на житейски опит, особено опита на привилегия и потисничество“. Междусекторността се занимава със сложността на това как различните системи на потисничество си взаимодействат и се припокриват и се разширяват; та става тема в изследователски области извън пола и феминизма, и основната й цел като инструмент в рамките на феминисткото движение е да даде глас и сила за тези, които са били маргинализирани, а именно цветнокожите и куиър хората.
Въпреки че се използва широко във връзка с феминизма от 90-те години на 20 век, четвъртата вълна на феминизма дава на концепцията ново ниво на известност в движението, тъй като гласовете на хората с маргинализирана идентичност се чуват по-лесно с помощта на социалните медии. Междусекторността е най-тясно свързана с чернокожия феминизъм както в очите на широката общественост, така и в света на академичните среди, като общност, работеща под потисническите системи както на расизма, така и на сексизма, и тъй като терминът „междусекторност“ за първи път придобива популярност чрез работата на чернокожите феминистки. Някои биха казали, че „на чернокожите феминистки се гледа като на въплъщение на междусекторността“. Докато използването на междусекторността като леща, през която да се разглежда феминисткият дискурс и практика, помага на движението да направи скокове напред по отношение на извеждането на гласовете и нуждите на потиснатите идентичности, тясната връзка с чернокожите жени и феминистките поражда критики и от двете страни на дебата.
По отношение на защитата на преживяванията на чернокожите жени на междусекторността, една фраза, която е използвана, е „Аз го живея“, във връзка с факта, че критиците често се опитват да опровергаят житейския опит на чернокожите жени, който те самите не са преживели или имат основание да фалшифицират. Допълнителни критики срещу междусекторността от гледна точка на белите лидери на феминизма от средната класа включват предполагаемата употреба на термина, за да атакуват тези лидери, и есенциализирането само на потисничеството, свързано с пола, за разлика от всички системи на потисничество. Напр. в епизод от 2013 г. на „Часът на жената“ за четвъртата вълна на феминизма – програма на Радио 4 в Обединеното кралство, бяла феминистка лидерка на име Каролин Криадо-Перес казва, че „голяма част от проблема е начинът, по който някои жени използват междусекторността като наметало за злоупотреба с видни бели феминистки“. Това е казано в отговор на критика на расизма в съвременния феминизъм, направена от Рени Едо-Лодж, чернокожа феминистка. От друга страна, докато междусекторността дава гласове на маргинализираните общности, тя също така често дава възможност на хората, живеещи в потисничество, особено чернокожите жени, да обясняват и образоват другите относно термина.
Въпреки че голям процент от активистките, работещи в рамките на четвъртата вълна, се определят като междусекторни феминистки, междусекторността битува предимно в академичните среди.
Британската професорка по маркетинг и потребителски изследвания Полин Макларан твърди, че въпреки че знаменитостите са в челните редици на четвъртата вълна на феминизма, лесният достъп до информация е позволил на движението да привлече повече внимание към икономическото неравенство, пред което са изправени жените, отколкото е било възможно до момента.
Считани за по-приобщаващи общността на ЛГБТ, феминистките от четвъртата вълна като Джейкъб Бучер от университета „Бейкър“ в Канзас протестират срещу стереотипите около предполагаемото неконтролирано сексуално желание на мъжете и обективизирането на жените. Той заявява, че особено гейовете са стигматизирани от подобни стереотипи, защото са извън типичния стандарт за мъжественост.
Канадската изкуствоведка Рут Филипс твърди, че феминизмът от четвъртата вълна попада в по-широкия дневен ред на финансови, политически и екологични проблеми и е признат за ключов фактор за облекчаване на бедността, подобряване на здравето на жените и постигане на икономически растеж.
В латиноамериканския феминизъм от четвъртата вълна концепцията, подобна на междусекторността, е тази на трансверсалността. Тя описва „форма на феминизъм, която се занимава с широк кръг от въпроси в опит да представи хетерогенността на обществото“. Примерите включват разглеждането на колониализма или расизма, икономическите теми и въпросите, свързани с ЛГБТ.

## В световен мащаб

### Движение „Аз също“
През 2017 г. движението „Аз също“ произхожда от Съединените щати, за да даде възможност на жертвите на сексуално насилие и тормоз. Други страни започват свои собствени хаштагове с подобна цел, въпреки че реакциите на местните правителства са различни. Хаштаговете, свързани със световното движение „Аз също“, включват:
- #AndNow или NowWhat[61] („И сега“ или „А сега?“ на английски) в Канада
- #WoYeShi („Аз също“ на мандарин[62]) в Китай
- #BalanceTonPorc („Обвини своята свиня“ на френски)[63] във Франция
- #NotinMyName („Не от мое име“ на английски)[64] в Индия
- #QuellaVoltaChe („Онзи път когато“ на италиански[N 17][65]) в Италия
- #BoycottAliZafar, #BoycottTeefainTrouble, #TeefaisTrouble („Бойкотирай Али Зафар“, „Бойкотирай „Тифа в беда““ или „Тифа е беда“ на английски[N 18][66]) в Пакистан
- #BabaeAko („Аз съм жена“ на филипински) във Филипините
- #YoTambien („Аз също“ на испански[65]) в Испания
- #AmINext („Аз ли съм следващата“ на англ.[N 19]) в Южна Африка

Тъй като значението на социалните медии за „създаване и поддържане на феминистка общност“ е все по-популярна идея, „разнообразието и креативността продължават да характеризират феминисткия активизъм“ по света през 21 век. Общности по целия свят стават свидетели на отраженията на настоящата, базирана в Интернет четвърта вълна на феминизма и изследват разликата в него. Нещо повече, нарастващата социална мощ на феминистките движения от четвъртата вълна дава приоритет на тези въпроси за избраните правителства, насърчавайки ги да се ангажират с „новите и млади феминизми“ на съвремието. Например в Канада, след като хаштагът #MeToo започва да се налага през октомври 2017 г., стотици хора започват да приписват това движение на феминистките от четвъртата вълна. Друг хаштаг, #AndNow, става популярен в Канада благодарение на подкрепата на министър-председателя Джъстин Трюдо. #AndNow подкрепя обсъждането на решението за сексуален тормоз или злоупотреба на работното място, за да помогне на хората да се борят за равенство между всички хора.
В Индия има няколко движения или протести с голям брой жени, които променят гледната точка на мнозина индийци по отношение на женствеността. Те включват Blank Noise Project от 2003 г., движението Pink Chaddi („Розово бельо“) от 2009 г., протестът SlutWalk от 2011 г., движението Pinjra Tod („Разруши клетката“) от 2015 г. и маршът Bekhauf Azadi („Свобода без страх“) от 2017 г. Индийският социален дискурс започва да се съсредоточава върху дългосрочни и дълбоко вкоренени проблеми, като неравенство между половете, сексуално насилие, детски бракове, селективни аборти по пол и насилие, свързано със зестра. Мнозина вярват, че това е довело до поставяне под въпрос на свободите, избора и желанията на жените в обществото. Влиянието и силата на кампанията карат правителството да разшири законовата дефиниция за изнасилване, да въведе „по-сурови наказания за изнасилвачите, криминализирайки преследването и воайорството“, показва „нов вид индийска женственост, която се чувства комфортно с нейната модерност и сексуалност“ и демонстрира възхода на феминизма от четвъртата вълна в Индия.
Ni una menos (тоест „Нито една по-малко“) е латиноамериканско феминистко движение с произход от Аржентина, което има за цел да сложи край на насилието срещу жени. Движението участва в женски стачки, включително Международната женска стачка. Ni una menos е описвано като феминизъм от четвъртата вълна. Според Сесилия Палмейро, член-основателка на колектива Ni Una Menos, „чрез свързване на перспективи като автохтонния феминизъм с черния феминизъм, мигрантския феминизъм, куиър феминизма и популярния феминизъм, ние сключихме съюзи и осветлихме пресечната точка на насилието, както и представихме възможни стратегии на съпротива. Ето защо нашето движение е описано като четвърта вълна на феминизма или феминизма на 99-те процента“.
В Бразилия, на 19 септември 2018 г., движението Ele Não, известно също като протести срещу Жаир Болсонаро, са демонстрации, водени от жени, които се провеждат в няколко региона на страната, както и по света. Основната цел е да се протестира срещу президентската кампания на Болсонаро и неговите сексистки декларации. Използва се и сред национални и международни знаменитости. Мадона е една от международните знаменитости, които участват в движението. Тя публикува в своя профил в Инстаграм снимка, на която се появява със запечатана с лента уста с надпис „свобода“. По-горе пише на португалски: "Ele não vai nos desvalorizar, ele não vai nos calar, ele não vai nos oprimir" („Той няма да ни обезцени, няма да ни накара да мълчим, няма да ни потиска“).
Тъй като латиноамериканският феминизъм от четвъртата вълна обхваща едновременно различни движения, много от които са в напрежение едно с друго, някои се отнасят към латиноамериканските „феминизми“ в множествено число. Един от по-противоречивите клонове се появява като реакция на и отхвърляне на куиър феминизма и на постмодерния феминизъм, и се състои от транс-изключващи активисти, които отхвърлят видни феминистки учени като Джудит Бътлър и много други представителки на феминистката теория, Тези активисти се стремят да създадат ново анти-ЛГБТ феминистко движение, като предефинират „жената“ като изключително цисджендър и неинтерсекс, стремейки се да преформулират куиър феминистко движение не като приобщаващо, а като разводняване на феминизма и заличаване на жените. Докато куиър феминизмът е приобщаващ чрез разширяване на бинарните и циснормативните понятия за пола, тези латиноамерикански феминистки твърдят, че Бътлър се е опитала да изтрие концепцията за женствеността и по този начин жените като политически субекти, и отхвърлят изследванията на пола, наричайки ги заговор за скриване на жените в академичните среди. Дефинирайки идентичността чрез биологията вместо пола и заменяйки постмодерните концепции за женственост с джендър-есенциализма, те рамкират куиър феминизма като заговор за прикриване на „мъжките“ агресори (транс жените) и потискане на жените.

## Отмяна на „Роу срещу Уейд“ в САЩ
На 24 юни 2022 г. Върховният съд на САЩ отсъжда 6-3 в полза на Добс срещу Джаксън Здравна организация на жените – забележително негово решение, в което той постановява, че Конституцията на Съединените щати не дава право на аборт. Решението на съда отменя както Роу срещу Уейд (1973 г.), така и Планирано родителство срещу Кейси (1992 г.), връщайки на отделните щати правомощията да регулират всеки аспект на аборта, който не е защитен от федералния закон.
Въздействието на отмяната на делото Роу срещу Уейд е значително и въздействащо за всички жени в цялата страна. След като то е отменено, различни щати последват примера при определяне на позицията си относно конституционността на защитеното право на аборт. По-старите ограничения на някои щати за абортите, които са поставени на пауза след приемането на Роу, сега са задействани. Много щати също задействат закони, които са въведени през май 2021 г., когато Върховният съд се съгласява да изслуша аргументите на Добс. Тези щати включват Арканзас, Айдахо, Кентъки, Луизиана, Мисисипи, Мисури, Северна Дакота, Оклахома, Южна Дакота, Тенеси, Тексас, Юта и Уайоминг. Някои от щатите никога не са премахвали своите забрани за аборти преди Роу. Те не са могли да бъдат въведени, докато Роу е бил в сила, но са задействани след отмяната на Роу.
Протестите се разпространяват в САЩ след обявяването на отмяната на Роу. Те до голяма степен мирни и са проведени в 46 щата.
Медицинското въздействие на отмяната на Роу има големи и значителни последици за медицинското и сестринското образование „и ще промени знанията, уменията и качеството на грижите, предоставяни от бъдещите лекари и медицински сестри, особено в държави със забрани за аборти или възрастови ограничения за бременност“. Студентите по медицина без познания за извършване на безопасен и законен аборт също няма да имат знанията за лечение на други усложнения, свързани с бременността, като отлепване на плацентата, инфекции, извънматочна бременност и еклампсия, тъй като техниките и инструментите, използвани по време на тези процедури, са подобни или същото като стандартен аборт. Тъй като образованието за абортите в САЩ намалява, дългосрочното качество на репродуктивните грижи в Съединените щати вероятно ще се влоши. Проучванията показват, че в сравнение с жените, които са направили аборт, тези, които са били принудени да износят нежелана бременност до термин и да родят, са имали по-лошо физическо здраве. По същия начин жените, на които е отказан аборт, също са имали по-лошо състояние и са съобщили за нарастване на тревожността и депресията си веднага след като са им отказали.
Дискусията за това къде феминизмът от четвъртата вълна попада в отменянето на Роу продължава онлайн.

## Социални медии
Докато предишните вълни на феминизма се сблъскват с такива препятствия като твърди социално-политически структури и липса на налични комуникационни канали, феминистките от четвъртата вълна използват дигиталните медии като широкообхватна платформа, върху която да се свързват, споделят гледни точки, създават по-широк поглед върху преживяното потисничество и критика на минали феминистки вълни. Някои твърдят, че използването на технологии във феминизма от четвъртата вълна означава изместване от постфеминизма и извън изключително научните дискусии. Социалните медии позволяват на жените да споделят своя опит от цял свят и са пространство, където хората могат да се обединят за промяна. Те позволяват на по-широк кръг от хора да участват във феминистки дискусии, дебати и активизъм. В миналото тези дебати често са съществували изключително в академичните среди, кдовеждайки до по-малък набор от перспективи, които ограничават предишните движения. Поради глобалното участие, което става възможно благодарение на Интернет, се твърди, че четвъртата вълна съществува онлайн.
Кира Кохрейн твърди, че феминизмът от четвъртата вълна е „дефиниран от технологията“ и се характеризира по-специално с използването на Фейсбук, Туитър, Инстаграм, Ютюб, Tumblr и блогове като Feministing за оспорване на мизогинията.
Скоростта на комуникацията и концепцията за превръщането в популярен (viral) клип е основен фактор за успеха на съвременните феминистки кампании, насърчавайки дигиталното явление като „културата на призоваване“ – начин на поведение в дадени общество или група, в която хората често биват критикувани публично, например в социалните медии, за техните думи или действия или е поискано от тях да ги обяснят. В света на киберфеминизма културата на призоваване се използва като инструмент за обвиняване на сексуалните хищници по начин, който позволява незадължителна анонимност и по-голяма възможност за широкообхватна подкрепа. Кампаниите за хаштаг феминизъм често са резултат от тази култура. Активизмът в социалните медии се прояви като трендове в Туитър, критикуващи възприетата трансфобия в медиите, и в т. нар. кампании за хаштаг феминизъм, по-специално #MeToo, #YesAllWomen, #bringbackourgirls, #NotYourAsianSidekick и #SolidarityIsForWhiteWomen. Girlgaze, стартирана от Аманда де Кадне, е онлайн многостранна платформа, която директно свързва бизнеси, компании и марки с жени и небинарен творчески талант, насърчавайки необходимостта от разнообразие, включване и представителство в творческата индустрия. Сп. „Тайм“ определя група от активисти, видни в движението #MeToo, наречено „разрушителите на мълчанието“, за Личност на годината за 2017 г. Други феминистки кампании от четвъртата вълна включват Феминистка коалиция (Feminist Coalition), Проект „Всекидневен сексизъм“ (Everyday Sexism Project), „Никога повече стр. 3“ (No More Page 3), на испански: Ni una menos, Край на сексизма на „Билд“ (Stop Bild Sexism), „Освободи зърното“ (Free the Nipple), „Маршът на уличниците“ (SlutWalk), Маршовете на жените 2017 и 2018 (глобални протести), „Времето изтече“ (Time's Up) и „Един милиард се изправя“ (One Billion Rising). Художествените прояви включват „Изпълнение с матрак“ (Mattress Performance) и „10 часа ходене в Ню Йорк като жена“ (10 Hours of Walking in NYC as a Woman).
Проектът „Всекидневен сексизъм“, създаден през 2012 г. от авторката феминистка Лора Бейтс, е пример за феминистка кампания от четвъртата вълна, която започва онлайн и използва Интернет като средство за споделяне на истории за сексизъм и сексуално насилие, с които са се сблъсквали чрез използване на жените. на хаштаг и сайтове като Туитър и блогове. Проектът повишава информираността относно богатата природа на структурно вкоренения сексизъм и насилието, основано на пола, които често са стигматизирана тема в ежедневието.
Една критика на феминизма в социалните медии е емоционалното въздействие, което той може да нанесе върху активните лидери и участници като форма на неплатен труд, който често може да има тежки последици под формата на онлайн тормоз и злоупотреба.
Сахар Хамис, професор в Университета на Мериленд, твърди, че социалните медии дават на феминистките уникална възможност да подчертаят моментите на солидарност в социалното движение, което създава мощна енергия. Социалните медии позволяват на взаимосвързани групи и индивиди да работят в мрежа и да се свързват помежду си. По-младите поколения феминистки са по-склонни да формират своите вярвания и мнения и да развият подкрепата си за движението чрез социалните медии.

## Мъжете и четвъртата вълна

### Значение на участието на мъжете
Според Международната агенция за развитие на жените феминизмът е „всички полове да имат равни права и възможности“. Повече от 70% от бащите в САЩ вземат родителски отпуск, но получават по-малко от две седмици почивка след раждането на детето си. Четири пъти повече мъже, отколкото жени, умират от самоубийство в САЩ, поради стигмата около психичното здраве и търсенето на помощ за това.
В речта на Ема Уотсън от 2014 г., стартираща кампанията „Той за тя“ (HeForShe) за ООН Жени, тя изтъква, че „мъжете също нямат предимствата на равенството“. Тя цитира примери от собствения си живот, където е забелязала това, включително виждайки как „ролята на баща й като родител се оценява по-малко от обществото“ и е свидетелка как нейните приятели мъже се борят да изразят емоциите си. На уебсайта на HeForShe движението е „покана за мъже и хора от всички социополове да бъдат солидарни с жените“, за да се постигне равенство между половете за всички.

### Предизвикателства за мъжете феминисти
Общественият натиск и идеалите за токсична мъжественост могат да затруднят мъжете да подкрепят феминизма. В много общества, за да бъдат считани за мъжествени, мъжете трябва да бъдат „силни, активни, агресивни, твърди, дръзки, хетеросексуални, емоционално неизразителни и доминиращи“. Сред тези типове черти е идеята, присъстваща в много култури в световен мащаб, че да бъдеш мъж „често включва мъжко господство над жените.“
Феминизмът от четвъртата вълна успява да достигне до по-голяма аудитория от предишните вълни чрез социалните медии. През май 2023 г. изследователи провеждат експеримент, предназначен да открие ефекта от феминисткото съдържание в социалните медии върху мъжете от поколение Y и мъжете от поколение Z. Констатациите включват смесени послания, като един участник заявява, че т. нар. хаштаг феминизъм „[разпространява] истинска осведоменост за борбите, пред които са изправени жените, за които [мъжете] не са наясно през цялото време, а понякога и никога не са наясно.” Участниците също смятат, че хаштаг феминизмът трудно ангажира мъжете, като един мъж заявява, че не „знае как да се ангажира с него по начин, който да не изглежда като враждебен“.

### Мъжки феминистки медии и застъпничество
В последните години броят на мъжете, които действат публично в подкрепа на феминизма, се увеличава; известни личности като Джъстин Балдони, Тери Крюс, Мат Макгори и Алън Къминг говорят и действат в подкрепа на движението. TED речта на Балдони, „Защо приключих с опитите си да бъда достатъчно мъж“ (на англ. “Why I’m done trying to be man enough”) задава въпроси като „достатъчно смел ли си, за да бъдеш уязвим?“ и „достатъчно силен ли си, за да бъдеш чувствителен?“ Засяга признаването на привилегията, усилването на женските гласове и значението на създаването на мъжки приятелства, в които мъжете могат да говорят за истински борби заедно. През 2014 г. Тери Крюс публикува книгата си „Мъжественост: как да бъдеш по-добър мъж – или просто да живееш с мъж“, която е мемоари, обсъждащи как да бъдеш „добър човек, любящ съпруг и отговорен баща“. Крюс също публично изразява подкрепата си за равенството между половете в интервю за BUILD Series и в своя акаунт в Туитър.
В допълнение към знаменитостите бившият президент Барак Обама е автор на статия, озаглавена „Ето как изглежда феминистът“ (“This is What a Feminist Looks Like”), обсъждайки ролите на половете и необходимостта всеки да се бори със сексизма. Обама твърди, че половите стереотипи „ограничават способността ни просто да бъдем себе си“ и че феминизмът на 21 век е „идеята, че когато всички са равни, всички сме по-свободни“. През септември 2014 г. Белият дом на Обама и Байдън основават It's On Us, която става най-голямата организация с нестопанска цел, посветена на предотвратяването на сексуалното насилие в колежанските кампуси в САЩ.
През 2015 г., The Mask You Live In („В маската, в която живееш“) – документален филм, режисиран от Дженифър Сийбел Нюсъм, прави премиерата си на кинофестивала в Сънданс. Филмът описва средата и очакванията, с които растат момчетата в Съединените щати, като използва анализи от експерти в различни области и разкази от първа ръка за преживявания, за да илюстрира как ролите на половете влияят на момчетата и мъжете.
През 2017 г. Алек Болдуин, Майкъл Мур, Иън Маккелън, Руфъс Уейнрайт и Джон Леджънд, заедно с множество женски обществени фигури, присъстват на женските маршове в САЩ.

## Критики
Една от критиките към феминизма от четвъртата вълна е, че той зависи от технологиите. Рагна Рйок Йонс твърди, че „ключовият проблем, с който ще се сблъска тази „4-та вълна“, ще бъде непропорционалният достъп и собственост върху цифровите медийни устройства.“ Четвъртата вълна остава с „присъщия класизъм и дискриминация на хората с увреждания“, създадени чрез даването на най-голям глас на тези, които могат да си позволят и използват дадена технология, докато растежът на социалните медии в региони, засегнати от всеобхватна социална несправедливост, остава бавен. Северноамериканската социоложка Аманда  Викъри твърди, че феминизмът от четвъртата вълна маргинализира цветнокожите жени, които се борят за приобщаване, пренебрегвайки специфичните несправедливости, с които се сблъскват, за да направят път на основната борба.
Критиците твърдят, че усилията на големи корпорации като Dove да се възползват от движението чрез активистка реклама може да са враждебни към феминизма от четвъртата вълна, който е склонен да бъде критичен към капитализма като икономическа система.
Консервативната критика на феминизма от четвъртата вълна е, че когато жените вярват, че светът е настроен срещу тях чрез социални системи като патриархата, те ще изоставят всички усилия, вместо да се конкурират с мъжете като равни. Авторката Джоана Уилямс пише в The American Conservative, че феминизмът от четвъртата вълна насърчава жените да „призовават външни помощници, като държавата и грозната политика на идентичност, които отблъскват добрите мъже“. Уилямс също свързва движението с „ регресивното ляво“, като твърди, че феминистките от четвъртата вълна са авторитарни и нелиберални, като диктуват приемливи идеологии и контролират речта на мъжете и жените.
Твърди се също, че когато хората участват в Интернет активизъм, те може да не изпитват нужда да правят нещо друго, за да помогнат на усилията и да се почувстват добре. Този тип активизъм е разгледан в песента на феминистката пънк група Le Tigre от 2001 г. „ Get Off the Internet“ от преди социалните медии да се появят на сцената. По-късно, през 2015 г., Алекс Гуардадо твърди в статия за активизма в Туитър за NewUniversity.org, че след като допринесат с мнението си, хората просто „продължават деня си, харесват други публикации или ретуитват“. Някои може да мислят за себе си като за активисти, като никога не си прави труда да присъства на митинг или да разпространява посланието си извън своята фен база в Туитър. Доколкото различни феминистки кампании се разпространяват чрез социалните медии, е измислен терминът „диванен активизъм“, за да опише потребителите на масмедиите, които могат да говорят на своята онлайн платформа, но да не правят нищо друго, за да стимулират социални действия извън нея. Това е част от по-голям диалог за ролите и изискванията на активизма в една епоха, в която общностите работят почти еднакво онлайн, както и лице в лице.
Дженифър Симпкинс от в. „Хъфингтън Поуст“ твърди през 2014 г., че феминизмът от четвъртата вълна е създал враждебна атмосфера, подобна на комедията „Гадни момичета“, в която жените са по-склонни да се съборят една друга. „Всъщност никога не съм била омаловажавана и атакувана от мъж за това, че вярвам в каузата на феминизма... но жените са на път да се наредят, за да ударят калпавата пинята на моите лични вкусове и мнения“. Британската учена Иласейд Мънро казва, че културата на призоваване на феминизма от четвъртата вълна рискува да маргинализира и раздели хората поради незначителни разногласия, когато те биха могли да служат по-добре като съюзници.
Жените и техните свързани с пола проблеми не са еднакви и многото вариации в проблемите са резултат от свързани въпроси като раса, сексуалност и класа, а Мънро също така критикува, че основният феминизъм е фокусиран върху борбата на белите жени от средната класа. Социалните кампании, които представят знаменитости като лице на движението, като движението „Аз също“, са критикувани, тъй като знаменитостите често представляват привилегированите сектори на обществото, което от своя страна отрича усилията за разширяване на междусекторността на феминизма.
Самият разказ за вълната е критикуван поради схващанията, че включва само западните феминистки движения и че самата четвърта вълна се провежда в глобалния Север, често пренебрегвайки борбата на жените в други региони. Критиците също твърдят, че използването на вълни за определяне на периоди на феминизма вече не е полезно. Те вярват, че вече няма нужда от това и че може да стане объркващо. Разказът за вълните също се оспорва поради припокриващия се характер на вълните на феминизма и липсата на конкретни дефиниции поради несъгласия между учени и активисти относно това какво обхващат вълните съответно.
Други критики на феминизма от четвъртата вълна включват липсата на ясни доказателства в повечето случаи на използване на социалните медии. Заедно с това някои твърдят, че въпреки че трябва да се разглеждат всички проблеми, по-малките проблеми не трябва да се раздуват на по-високо ниво от феминисткото движение. Един пример за това е отговорът на Мат Деймън на случая с Харви Уайнстийн: „Вярвам, че има спектър от поведение, нали?... Има разлика между това да потупате някого по задника и изнасилването или малтретиране на дете, нали?" Социалните медии също могат да се разглеждат като неефективни, тъй като  свалят „Торбалан“ индивидите, вместо да „измислят различен език или логика, които могат да премахнат или променят структурите на потисничеството“, както описва Сара Бърджис.

## Обяснителни бележки
1. ↑  На 25 юни 2013 г. Уенди Дейвис, сенаторка от Тексас, провежда 13-часов флибустер (политическа процедура, при която един или повече членове на законодателен орган удължават дебата по предложеното законодателство, така че да забавят или напълно да предотвратят решение), за да блокира законопроект 5 на Сената – мярка, която включва по-рестриктивни разпоредби за абортите за Тексас. Флибустерът изиграва роля за успеха на демократите в Сената за забавяне на приемането на законопроекта след крайния срок в полунощ за края на законодателната сесия, въпреки че в крайна сметка той е приет на втора сесия. Флибустерът привлича националното внимание на Дейвис, което води до спекулации за кандидатстване за губернатор на Тексас. Впоследствие тя се кандидатира за губернатор на Тексас през 2014 г., но е победена от кандидата на Републиканската партия Грег Абът. Източник„ Уикипедия на английски.
2. ↑  Кампанията #AskHerMore вдъхновява хората да изтъкнат проявите на сексизъм и предлага начини за пренасочване към постиженията на жените. Със звезди като Рийз Уидърспун, Шонда Раймс, Глория Стайнем, Мария Шрайвър, Лиза Линг и Сандра Флук и отразяване от големи американски медии като Entertainment Tonight и в. МНю Йорк Таймс“, са ангажирани милиони в социалните медии. Източник
3. ↑  HeForShe, често наричано He for She, е движение за солидарност за напредъка на равенството между половете, инициирано от ООН. Основано на идеята, че неравенството между половете е проблем, който засяга всички хора, социално, икономически и политически, HeForShe е глобално усилие, което се стреми да включи мъжете и момчетата в постигането на равенство чрез предприемане на действия срещу негативните полови стереотипи и поведение. Неговото лого представлява обединението на жени и мъже, работещи заедно за постигане на равенство между половете, като обединява аспекти както на женските, така и на мъжките символи. Източник
4. ↑  Инцидентът с групово изнасилване и убийство в Делхи през 2012 г., известен като случая Нирбхая, включва изнасилване и фатално нападение на 16 декември 2012 г. в Мунирка, квартал в Южен Делхи. Джиоти Сингх, 22-годишна стажантка по физиотерапия, е пребита, групово изнасилена и измъчвана в частен автобус, в който пътува със своята приятелка Авниндра Пратап Пандей. В автобуса има още шестима, включително шофьорът, и всички те изнасилват жената и бият нейната приятелка. Тя е откарана по спешност в болница Safdarjung в Делхи за лечение и прехвърлена в Сингапур единадесет дни след нападението, където умира от нараняванията си два дни по-късно. Инцидентът предизвиква широко национално и международно отразяване и е широко осъден както в Индия, така и в чужбина. Впоследствие в Ню Делхи се провеждат публични протести срещу държавните и централните правителства за това, че не осигуряват адекватна сигурност на жените, където хиляди протестиращи се сблъскват със силите за сигурност. Подобни протести има и в големите градове на страната. Тъй като индийският закон не позволява на пресата да публикува името на жертва на изнасилване, жертвата е широко известна като Нирбхая, което означава „безстрашна“, и нейната борба и смърт се превръщат в символ на съпротивата на жените срещу изнасилването по целия свят. Източник
5. ↑  В края на 2012 г. става ясно, че Джими Савил, британска медийна личност, починал предходната година, е малтретирал сексуално стотици хора през целия си живот, предимно деца, но някои на 75 години и предимно жени. Той е добре известен в Обединеното кралство с ексцентричния си имидж и като цяло е уважаван заради благотворителната си дейност, която го свързва с британската монархия и други лица с лична власт. На 3 октомври 2012 г. е излъчен документален филм на ITV, представен от разследващия репортер Марк Уилямс-Томас, в който няколко жени казват, че като тийнейджъри са били сексуално малтретирани от Савил. До 11 октомври са отправени обвинения срещу Савил до тринадесет британски полицейски сили, което води до започване на разследване на практики както в Би Би Си, така и в Националната здравна служба (NHS), и двете институции, които са работили в тясно сътрудничество със Савил. На 19 октомври лондонската столична полиция (Met) започва официално криминално разследване – операция Yewtree, по исторически твърдения за сексуално насилие над деца от Савил и други лица, някои от които все още живи, в продължение на четири десетилетия. Met заявява, че преследва над 400 линии на разследване въз основа на твърденията на 200 свидетели, чрез четиринадесет полицейски сили в Обединеното кралство. Той описва предполагаемата злоупотреба като „в безпрецедентен мащаб“, а броят на потенциалните жертви като смайващ. До 19 декември в рамките на разследването са разпитани осем души. Met заявява, че общият брой на предполагаемите жертви е 589, от които 450 са предполагаеми малтретирани от Савил. Източник
6. ↑  В края на 2014 г. се появяват множество обвинения, че Бил Козби, американска медийна личност, е насилвал сексуално десетки жени през цялата си кариера. Козби е добре известен в Съединените щати с ексцентричния си имидж и си спечелва репутацията на „бащата на Америка“ с ролята си на Клиф Хъкстейбъл в „Шоуто на Козби“ (1984–1992). Той получава множество награди и почетни степени през цялата си кариера, много от които впоследствие са отменени. Козби е обвинен от над 60 жени в изнасилване, сексуално насилие с помощта на наркотици, сексуално насилие, сексуално насилие над деца и сексуален тормоз. Твърди се, че най-ранните инциденти са се случили в средата на 60-те години. Твърденията за нападение срещу Козби стават по-публични след рутинна програма на колегата комик Ханибал Бюрес през октомври 2014 г., намеквайки за скритото сексуално лошо поведение на Козби; след това са направени много допълнителни искове. Датите на предполагаемите инциденти са от 1965 г. до 2008 г. в десет щата на САЩ и в една канадска провинция. Козби твърди, че е невинен и многократно отрича обвиненията срещу него. На фона на обвиненията множество организации прекъсват връзките си с Козби и отнемат почестите и титлите, присъдени му преди това. Медийните организации изтеглят повторенията на „Шоуто на Козби“ и други телевизионни програми с участието на Козби от синдикиране. Деветдесет и седем колежи и университети отменят почетните му степени. Източник
7. ↑  Убийствата в Исла Виста през 2014 г. са две мизогинни терористични атаки в Исла Виста, Калифорния. Вечерта на петък, 23 май, 22-годишният Елиът Роджър убива шестима души и ранява четиринадесет други чрез огнестрелни изстрели, намушкване и блъскане на превозно средство близо до кампуса на Калифорнийския университет в Санта Барбара, преди да се простреля смъртоносно. Роджър намушка двамата си съквартиранти и техния приятел до смърт в апартамента си, като ги убива от засада и ги убива отделно, когато пристигат. Около два часа по-късно той отива с колата до къща за женски семейства и след като не успява да влезе вътре, застрелва три жени отвън, две от които пумират. След това той минал с колата покрай близкия магазин за деликатеси и застрелял мъж, който бил вътре. След това той обиколи Исла Виста, като застрелва и ранява няколко пешеходци от колата си и удря други с колата си.  След като колата му се блъска в паркирано превозно средство, той е намерен мъртъв вътре със самонаранена огнестрелна рана в главата. Преди да потегли към къщата на женската общност, Роджър качва видео в Ютюб, озаглавено „Възмездието на Елиът Роджър“, в което очертава планираното си нападение и мотивите си. Той обяснява, че иска да накаже жените, защото са го отхвърлили, и сексуално активните мъже, защото им завижда. източник
8. ↑  В края на 2014 г. канадският радиоводещ Джиан Гомеши е арестуван и обвинен в четири обвинения за сексуално насилие и едно обвинение за преодоляване на съпротива чрез задушаване, във връзка с трима жалбоподателки. Той е обвинен в три допълнителни обвинения, свързани с още три жени на 8 януари 2015 г. На 1 октомври 2015 г. Гомеши се признава за невинен по едно обвинение за задушаване и четири обвинения за сексуално посегателство. Делото започва на 1 февруари 2016 г. Той е оправдан и по петте обвинения на 24 март 2016 г. Източник
9. ↑  През октомври 2017 г. Tв. „Ню Йорк Таймс“ и в. „Ню Йоркър“  съобщават, че десетки жени са обвинили американския филмов продуцент Харви Уайнстийн в изнасилване, сексуално насилие за период от най-малко 30 години. Над 80 жени във филмовата индустрия в крайна сметка обвиняват Уайнстийн в подобни действия. Самият Уайнстийн отрича какъвто и да е секс без съгласие. Малко след това той е уволнен от Компания „Уайнстийн“, изключен от Академията за филмово изкуство и наука и други професионални асоциации, и се оттегля от публичното пространство. В Лос Анджелис, Ню Йорк и Лондон са проведени криминални разследвания на жалби от най-малко шест жени. През май 2018 г. Уайнстийн е арестуван в Ню Йорк и обвинен в изнасилване и други престъпления. През 2020 г. е признат за виновен в изнасилване от трета степен и престъпно сексуално действие и е осъден на 23 години лишаване от свобода, но тази присъда е отменена при обжалване през 2024 г. поради процедурни грешки. Въпреки това е разрешен нов процес Уайнстийн е осъден на още 16 години, след като е осъден в Лос Анджелис по едно обвинение за изнасилване и две обвинения за сексуално посегателство, което той също обжалва.. На 9 юли 2024 г. прокурорите в Ню Йорк информират съдия Крис Фарбър, че възнамеряват да повдигнат още обвинения в изнасилване срещу Уайнстийн, заявявайки, че исковете попадат в рамките на давността на щата. Но незабавно не е повдигнато ново обвинение, въпреки че все още остава възможност. Повторният процес в Ню Йорк условно трябва да започне на 12 ноември 2024 г. В резултат на присъдата в Лос Анджелис Уайнстийн остава в затвора. В. „Ню Йорк Таймс“ и в. „Ню Йоркър“ са отличени с наградата „Пулицър“ за 2018 г. за обществена услуга за тяхното отразяване на Уайнстийн. Скандалът предизвиква много подобни обвинения срещу влиятелни хора по света и води до отстраняването на много от тях от позициите им. Освен това кара голям брой жени да споделят собствения си опит със сексуално насилие, тормоз или изнасилване в социалните медии под хаштага #MeToo. Въздействието на скандала върху влиятелни мъже в различни индустрии започва да се нарича ефектът на Уайнстийн. Източник
10. ↑  Поредица от обвинения относно участието на британски политици в случаи на сексуален тормоз и нападение възникват през октомври и ноември 2017 г. Твърденията са предизвикани от дискусии сред младши служители, наети в парламента на Обединеното кралство в Уестминстър след обвиненията за сексуално насилие срещу Харви Уайнстийн в Холивуд по-рано през октомври и последвалия възход на движението „Аз също“, но се разпространява допълнително, за да обхване всички основни политически партии, включително политически фигури извън Уестминстър. Източник
11. ↑  Случаят за изнасилване в Ла Манада, известен също като случая с глутницата вълци, започва с групово изнасилване на 18-годишна жена на 7 юли 2016 г. по време на празненствата Сан Фермин в Памплона, Испания. Случаят предизвиква интензивен обществен контрол, тъй като постави под въпрос определението за изнасилване според испанското законодателство. Петима мъже, включително член на Гражданската гвардия и друг от испанската армия от Севиля, се заснемат как многократно атакуват момичето във вестибюла на жилищна сграда. La Manada означава "Глутницата" на испански. След ареста и процеса мъжете са освободени от обвинения в сексуална агресия и вместо това са признати за виновни за сексуално насилие, тъй като прокуратурата не можа да докаже, че са използвали насилие, за да подчинят жертвата. Хиляди излизат по улиците в Памплона и в цяла Испания, за да изразят неодобрението си от присъдата. Разследването на агресията разкрива кадри, споделени в социалните медии, записани от извършителите в Пособланко, показващи неотзивчиво момиче, лежащо в микробуса им, обект на опипване и подигравки, което води до друго съдебно дело. В присъда, постановена на 21 юни 2019 г., Върховният съд на Испания отменя решението на по-долната инстанция и потвърждава, че мъжете са виновни за изнасилване и ги осъжда на 15 г. затвор. Източник
12. ↑  Reclaim the Night е движение, започнало в Лийдс през 1977 г. като част от Движението за освобождение на жените. Шествия, изискващи жените да могат да се движат в обществени пространства през нощта, се провеждат в цяла Англия до 90-те години на 20 век. По-късно организацията се възражда и спонсорира годишни и национални шествия срещу изнасилванията и насилието над жени. Източник
13. 1 2  One Billion Rising е глобална кампания, основана от Ив Енслър, за прекратяване на изнасилването и сексуалното насилие срещу жени. Стартира през 2012 г. като част от движението V-Day. „Милиардът“ се отнася до статистиката на ООН, че една на всеки три жени ще бъде изнасилена или бита през живота си или около един милиард. Всяка година кампанията се разширява с нови теми и творчески акции. През 2024 г. темата на кампанията е Възход за свобода. Източник
14. ↑  Кампания от 2013 г. в Обединеното кралство, инициирана от UK Feminista и Object, който иска да накара търговците на дребно, предимно Теско, да спрат да продават сексистки мъжки списания, като Nuts и Zoo. Източник
15. 1 2  The Everyday Sexism Project е уебсайт, основан през 2012 г. от Лора Бейтс, британска писателка феминистка. Целта му е да документира сексизма от цял свят.
16. ↑  Pew Research Center е американски неправителствен мозъчен тръст, базиран във Вашингтон. Предоставя информация за социални въпроси, обществено мнение и демографски тенденции, оформящи Съединените щати и света. Той също така провежда проучвания на общественото мнение, демографски изследвания, проучвания на произволна извадка и панелни проучвания, анализ на медийно съдържание и други емпирични социални научни изследвания. Източник
17. ↑    1. quellavoltache е импровизиран наративен проект, който разказва за моментите, в които жените са били тормозени, нападани, но също и моментите, в които са се чувствали в опасност, без да знаят защо, и са се наричали идиоти, защото са се поставили в тази ситуация., Източник
18. ↑  През 2018 г, протести белязват прремиерата на филма Teefa in Trouble в Карачи и Лахор от активисти, които го бойкотират заради обвиненията в сексуален тормоз, повдигнати срещу актьора и певец Али Зафар от неговата колежка Мееша Шафи, както и от поне половин дузина други жени, по-рано през годината. Зафар категорично отрича и съди Шафи за клевета в съда. Шафи завежда дело за тормоз срещу Зафар, което само по себе си е текущо разследване. Пакистанска правоприлагаща агенция FIA арестува Шафи и осем други за предполагаемо организиране на клеветническа кампания срещу Зафар, с жалба за сексуален тормоз съгласно раздел 20 (1) от Закона за предотвратяване на електронните престъпления от 2016 г. и R/W 109-НПК. Използвайки хаштагове като #BoycottAliZafar, #BoycottTeefainTrouble и #TeefaisTrouble, вълна от активисти натрупват инерция в социалните медии преди премиерата на филма и последващите прожекции. Няколко големи пакистански медии пренебрегват демонстрациите, но други започват да отразяват истории, когато протестиращите се появяват в кината и полицията и други правоприлагащи органи се намесват. Източник
19. ↑  Uyinene „Nene“ Mrwetyana е южноафриканска студентка в университета в Кейптаун. На 24 август 2019 г. тя е изнасилена и убита в предградието на Клермонт, Кейптаун. Нейното убийство подчертава по-широкия национален проблем с насилието, основано на пола и убийствата на жени в Република Южна Африка и се смята за „изместване на южноафриканското колективно съзнание“ и „запалване на движение“. Източник
20. 1 2  SlutWalk е транснационално движение, което призовава за край на изнасилваческата култура, включително обвиняването на жертвите на сексуално насилие и критикуването тези от тях, нарушаващи очакванията за поведение и външен вид по отношение на въпросите, свързани със сексуалността..Участниците протестират срещу обяснението или оправдаването на изнасилването, като се позовават на който и да е аспект от външния вид на жената. Митингите започват на 3 април 2011 г. в Торонто, Канада, след като служител на полицията в Торонто предлага „жените да избягват да се обличат като уличници“  като предпазна мярка срещу сексуално насилие. Последват митинги в световен мащаб. Протестът протича под формата на шествие, предимно на млади жени, като някои се обличат в дрехи, считани за мръснишки. Протестът от 2011 г. предизвиква международен протест по целия свят. В различните събития на SlutWalk по света обикновено има срещи и семинари с лектори, музика на живо, сесии за правене на знаци, брошури, отворени микрофони, скандиране, танци, бойни изкуства и приеми или афтърпартита с освежителни напитки. На много от митингите и онлайн жените говорят публично за първи път за своята идентичност като оцелели от изнасилване. Източник
21. ↑  Феминизмът на 99% е съвременно, масово, радикално феминистко движение, което признава междусекторността и се застъпва за активизъм за и от всички жени - включително тези, които са били пренебрегвани от други феминистки движения. То е предложено от група видни американски феминистки в призив, публикуван в списание Viewpoint през февруари 2017 г., и се основава на мобилизацията на жените, наблюдавана в Марша на жените през януари 2017 г. Източник
22. ↑    1. YesAllWomen е хаштаг в Туитър и кампания в социалните медии, в която потребителите споделят примери или истории за мизогиния и насилие срещу жени. Използван за първи път в онлайн разговори за мизогинията след убийствата в Исла Виста през 2014 г., хаштагът става популярен през май 2014 г. и е създаден отчасти в отговор на хаштага в Туитър #NotAllMen. #YesAllWomen отразява масова кампания, в която жени споделят своите лични истории за тормоз и дискриминация. Кампанията се опитва да повиши осведомеността за сексизма, който жените изпитват, често от хора, които познават. Източник
23. ↑  Кампания за връщането на отвлечените от Боко Харам момичета в Нигерия. В нощта на 14 срещу 15 април 2014 г. 276 предимно християнски ученички на възраст от 16 до 18 години са отвлечени от ислямската терористична група, от Правителственото средно училище за момичета в град Чибок в щата Борно. Източник
24. ↑    1. NotYourAsianSidekick е движение за граждански права на азиатските американски жени. Хаштагът отговаря на множеството потисничества на азиатските американски жени: патриархат и расизъм в белия феминизъм. Източник
25. ↑  Феминистката коалиция е група от млади нигерийски феминистки, които работят за насърчаване на равенството на жените в нигерийското общество, основана през юили 2020 г.
26. ↑  No More Page 3 е кампания, проведена в Обединеното кралство от 2012 до 2015 г., целяща да убеди собствениците и редакторите на в. „Сън“ да спрат да публикуват изображения на топлес бляскави модели на страница 3, което той прави от 1970 г. насам. Започната от Луси - Ан Холмс през август 2012 г., кампанията представя страница 3 като остаряла, сексистка традиция, която унижава момичетата и жените. Кампанията събира над 240 000 подписа под онлайн петиция и получава подкрепата на над 140 депутати, редица профсъюзи, над 30 университета и много благотворителни организации и групи за застъпничество. Източник
27. ↑  Stop Bild Sexism (на немски: Schluss mit dem Bild-Sexismus) е кампания, противопоставяща се на това, което нейните организатори описват като обективизиране на жените във вестнк „Билд“ – най-популярният вестник в Германия. Вестникът е критикуван от множество източници през годините за своите сексистки представяния на жените.[ Първата цел на кампанията е да убеди вестника да спре да публикува снимки на "Bild-Girl" – топлес модел. Той също така иска вестникът да започне да отразява жените и проблемите на жените по същия начин, по който пише за мъжете. Източник
28. ↑  Free the Nipple („Освободи зърното“) е кампания за топлес свобода, създадена през 2012 г. по време на предпродукцията на едноименния американски филм от 2014 г.. Кампанията подчертава общата конвенция да се позволява на мъжете да се появяват голи до кръста на обществени места, като същевременно счита за сексуално или неприлично жените да правят същото и твърди, че тази разлика е дискриминационна, нарушаваща правата на жените. Кампанията твърди, че трябва да бъде законово и културно приемливо жените да разголват зърната си на публично място, Източник
29. ↑  Времето изтече (изписано само с главни букви) е организация с нестопанска цел, която събира пари в подкрепа на жертвите на сексуален тормоз. Организацията е основана на 1 януари 2018 г. от холивудски знаменитости в отговор на ефекта на Уайнстийн и движението „Аз също“. Към януари 2020 г. организацията е събрала 24 милиона долара дарения. Източник
30. ↑  Mattress Performance (Carry That Weight) (2014–2015) е произведение на изкуството за издръжливост/изпълнение, което Ема Сулковиц провежда като дипломна работа през последната година на степен по визуални изкуства в Колумбийския университет в Ню Йорк. Започнал през септември 2014 г., парчето включва Сулковиц, носеща 230килограмов матрак, от вида, който университетът използва в своите общежития, из кампуса. Тя казва, че парчето ще приключи, когато студент, за когото твърди, че я е изнасилил в стаята й в общежитието през 2012 г., бъде изключен. Тя носи матрака до края на пролетния семестър, както и до церемонията по дипломирането през май 2015 г..  Състудентът й е признат за невиновен от университетско разследване на обвиненията и полицията отказва да повдигне наказателна жалба срещу него, позовавайки се на липсата на основателни подозрения. През 2015 г. той завежда дело срещу университета и няколко администратори, твърдейки, че университетът го е одложил на тормоз, основан на пола, като е позволило на Mattress Performance да продължи. Парчето предизвика полемика с похвали от изкуствоведи и критики от някои коментатори. Източник
31. ↑  10 часа ходене в Ню Йорк като жена е видео от октомври 2014 г., създадено за Hollaback! от Rob Bliss Creative с участието на 24-годишната актриса Шошана Робъртс. Видеото показва как Робъртс се разхожда из различни квартали на Ню Йорк, облечена в дънки, черна тениска с деколте и скрита камера, която я записва отпред. Двеминутното видео включва подбрани кадри от десет часа, показващи това, което е описано като "подвикване" и уличен тормоз на Робъртс от мъже, като се съобщава, че има 108 такива случая. Поведението включва хора, казващи „здравей“ или „добро утро“, коментари за външния й вид, опити за започване на разговор, гневни забележки и мъже, които я следват в продължение на няколко минути. Към септември 2021 г. видеоклипът е получил над 50 милиона гледания в Ютюб. Източник
32. ↑  HeForShe, често наричано He for She, е движение за солидарност за напредъка на равенството между половете, инициирано от ООН. Основан на идеята, че неравенството между половете е проблем, който засяга всички хора, социално, икономически и политически, HeForShe е глобално усилие, което се стреми да включи мъжете и момчетата в постигането на равенство чрез предприемане на действия срещу негативните полови стереотипи и поведение. Неговото лого представлява обединението на жени и мъже, работещи заедно за постигане на равенство между половете, като обединява аспекти както на женските, така и на мъжките символи, Източник
33. ↑  „Регресивното ляво“ е отрицателен термин, с който неговите поддръжници в САЩ описват клон на лявата политика, който е обвиняван, че приема или симпатизира на възгледи, които са в конфликт с либералните принципи, особено чрез толериране на ислямизма и други авторитарни позиции, като насърчаване на цензура. Източник